# (19578) Kirkdouglas
(19578) Kirkdouglas (1999 MO) – planetoida z pasa głównego asteroid okrążająca Słońce w ciągu 3,73 lat w średniej odległości 2,4 j.a. Odkryta 20 czerwca 1999 roku.